# Липові насадження (Суми)
Ли́пові наса́дження (Липова алея) — ботанічна пам'ятка природи місцевого значення в Україні. Об'єкт природно-заповідного фонду Сумської области. 
Розташована в місті Суми, на вулиці Петропавлівській (від будівельного коледжу до вул. Сумської артбригади). 
Площа 0,984 га. Статус надано згідно з рішенням облвиконкому від 20.06.1972 року № 305, рішення облради від 27.06.2008 року. Перебуває у віданні КП «Зеленбуд». 
Статус надано для збереження липової алеї, створеної у 1890-х роках. Дерева висаджені в чотири ряди, довжина алеї — бл. 400 м.